# Édouard Nieuport

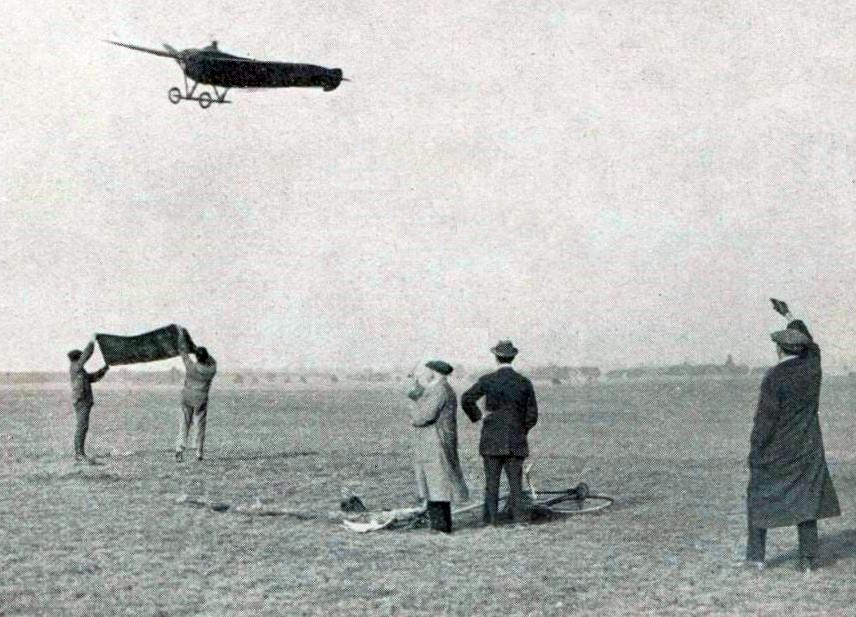
Édouard Nieuport recordman du monde de vitesse aérienne le 11 mai 1911 à Châlons.

Édouard Deniéport dit Édouard Nieuport (24 août 1875 - 16 septembre 1911) est un sportif et un industriel français de l'aéronautique à l'origine de la société Nieuport.

## Biographie
Édouard Nieuport est né le 24 août 1875 à Blida en Algérie française, où son père était colonel d'artillerie. Passionné par le vélo, il renonça à entrer à l’École polytechnique en 1896 pour entrer à l'École supérieure d'électricité. Il figura à plusieurs reprises au palmarès de grands prix cyclistes, remportant en particulier le prix Zimmermann en 1897, juste après être passé coureur professionnel. L’année suivante il se classe troisième au Championnat de France.
En 1902, Édouard Nieuport fonda à Suresnes, dans la banlieue ouest-parisienne, avec son frère Charles, une entreprise fabricant des magnétos, des bougies ou des accumulateurs pour l’automobile, la Nieuport-Duplex. L’entreprise compta parmi ses clients la firme Citroën et Léon Levavasseur, qui adopta l’allumage Nieuport-Duplex sur ses moteurs d’avion. Le moteur Antoinette équipant le biplan Voisin qui permit à Henry Farman de couvrir le premier kilomètre en 1907 avait un allumage Nieuport-Duplex. Pour Édouard Nieuport, ce fut une révélation.
Le 13 janvier 1908, la Nieuport-Duplex se transforma en Société Générale d’Aéro-Locomotion (SGAL). En 1909, Édouard Nieuport acheta un biplan Voisin pour apprendre à voler et tester les accessoires électriques de son entreprise. Cet avion fut détruit le 18 avril 1910, prenant feu en vol. Miraculeusement, Édouard Nieuport en réchappe. Il avait alors 35 ans et un passé sportif. Il voulait donc construire des aéroplanes de compétition. La première réalisation de la SGAL fut donc un monoplan ultra-léger, le Nieuport I, qui atteignit 70 km/h avec un moteur ne dépassant pas les 20 ch.
Édouard Nieuport volait à plus de 101 km/h le 6 mars 1911, sur Nieuport II à moteur de 28 ch, puis le 21 mai 1911, il portait le record du monde de vitesse à 119 km/h, et à 133 km/h, le 16 juin. Entre-temps, en mai 1911, avait été constituée une nouvelle entreprise chargée de produire les monoplans Nieuport, la Société Nieuport et Deplante, installée au 9 rue de Seine à Suresnes. Le 1er juillet 1911, à Eastchurch (Grande-Bretagne), la coupe de vitesse Gordon-Bennett  vit  Édouard Nieuport se classer troisième. Il était alors mobilisé comme réserviste avec son monoplan pour participer aux manœuvres dans les Ardennes.
Devant rejoindre le terrain de Charny, près de Verdun, afin de se placer sous les ordres du lieutenant de vaisseau Gustave Delage, Édouard Nieuport décolla d’Issy-les-Moulineaux le 15 septembre, parvenant à Charny malgré un fort vent contraire. Surpris de le voir arriver malgré des conditions météorologiques peu favorables, les officiers présents sur le terrain le prièrent de redécoller pour effectuer une démonstration. Il redécolla donc, montant jusqu’à environ 800 m d’altitude, avant de couper son moteur pour effectuer un atterrissage en vol plané. Mais à l’approche du sol une violente bourrasque de vent déséquilibra le monoplan qui percuta le sol. Dans le choc Édouard Nieuport, qui n’était pas attaché à son siège, heurta une tablette en bois placée devant lui pour y fixer les cartes. Victime d’une hémorragie interne, il meurt le 16 septembre 1911 à neuf heures du matin à l'hôpital de Saint-Nicolas à Verdun. Il est inhumé au cimetière du Père-Lachaise (66e division).
Charles Nieuport (4 août 1878 - 24 janvier 1913), qui travaillait aux côtés d'Édouard, poursuivit l'activité, mais disparut prématurément à son tour dans un accident d'avion début 1913. La Société anonyme des établissements Nieuport fut alors rachetée par la famille Deutsch de la Meurthe. Elle a produit, sous la direction technique de Gustave Delage, embauché en 1914, de remarquables sesquiplans de chasse durant la Première Guerre mondiale comme le Nieuport 11 « Bébé », le Nieuport 17 et le Nieuport 28.

## Hommage

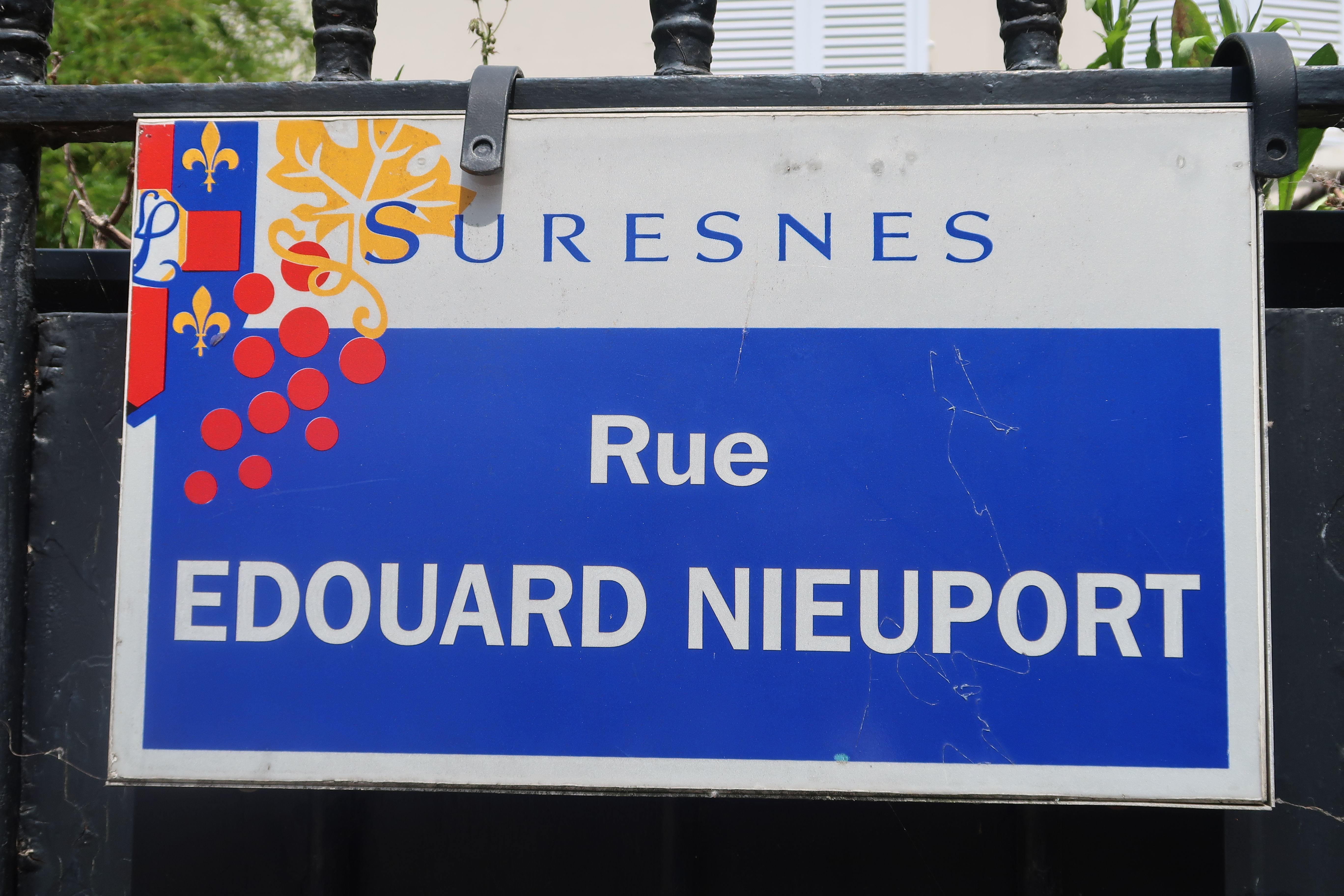
Plaque de rue à Suresnes.

- Une rue porte son nom à Suresnes (Hauts-de-Seine).
- Un timbre-poste à son effigie, de la série Poste aérienne, a été émis par La Poste le 13 juin 2016, sur lequel figure également son biplan.

## Sources
- Gérard Hartmann, Les premiers Nieuport à flotteurs
- (en) Ray Sanger, Nieuport aircraft of World War One, Marlborough, Crowood, coll. « Crowood aviation series. », 2002, 192 p. (ISBN 1-861-26447-X et 978-1-861-26447-3, OCLC 464791815)